# 卢科
卢科（德語：Luckow）是德国梅克伦堡-前波美拉尼亚州的市镇，隶属于前波美拉尼亚-格赖夫斯瓦尔德县。总面积为37.57平方千米，截至2023年12月31日总人口为561人。